# Жозеф-Франсуа Мішо
Жозеф-Франсуа Мішо (фр. Joseph-François Michaud; 1767—1839) — французький історик родом з Савої.
Навчався в Бурк-ан-Бресі. У 1791 році переселився до Парижа, де в журналі «La Quotidienne» так енергійно заступався за короля і королівську владу, що в 1795 році був заарештований і засуджений до смерті. Він втік до Швейцарії, де написав сатиричну поему «Le printemps d'un proscrit» (Париж, 1804; дод. вид., 1827).
Після перевороту 18 брюмера знову жив в Парижі, займаючись, головним чином, історичними роботами. Плодом їх були: «Histoire des progrès et de la chute de l'empire de Mysore» (Париж, 1801), «Histoire des croisades» («Історія хрестових походів», Париж, 1812—1822; нова переробка Huillard-Bréholles'a, 1856) і «Bibliothèque des croisades» («Бібліотека хрестових походів», Париж, 1822; 2 вид., 1829), з витягами з історичних джерел.

Його «Biographie moderne, ou dictionnaire des hommes qui se sont fait un nom eu Europe depuis 1789» (Париж, 1806) була конфіскована наполеонівською поліцією.
Спрямована проти Наполеона «Histoire des quinze semaines ou le dernier règne de Bonaparte» (Париж, 1815) в короткий час витримала 27 видань. У 1813 році Мішо був обраний членом Французької академії, а в 1815 році — депутатом в «Chambre introuvable». Він отримав також місце королівського читця, але позбувся його за протести проти обмежень свободи друку, підготовлених міністерством Віллеля.
Зробивши подорож до Сирії і Єгипет для збирання додаткових матеріалів з історії хрестових походів, він видав «Correspondance de l'Orient» («Листи зі Сходу», Париж, 1833-35). Разом з Пужула він видавав «Collection des mémoires pour servir à l'histoire de France depuis le XII siècle» (1836—1839, I—XXXII).